# Hans-Lukas Kieser
Hans-Lukas Kieser (* 1957) ist ein Schweizer Historiker. Er forscht vor allem über das späte osmanische Reich sowie die Geschichte der Türkei und deren Beziehungen zu Europa und der Schweiz. Kieser ist Titularprofessor für Geschichte der Neuzeit insbesondere der osmanischen und nachosmanischen Welt an der Universität Zürich. Er ist Mitglied der Stiftung Forschungsstelle Schweiz-Türkei (SFST) mit Sitz in Basel.

## Wissenschaftliche Laufbahn
Mit einer Arbeit über Mission, Ethnie und Staat in den osmanischen Ostprovinzen 1839-1923 wurde Kieser 1999 an der Universität Basel zum Dr. phil. promoviert. Er habilitierte sich 2004 an der Universität Zürich, wo er anschließend als Privatdozent bzw. Titularprofessor für Geschichte der Neuzeit, insbesondere der osmanischen und nachosmanischen Welt, lehrte.
Kieser war Inhaber mehrerer Gastprofessuren und Lehrstuhlvertretungen:
- Gastwissenschaftler an der École des Hautes Études en Sciences Sociales in Paris, 2004
- Vertretungsprofessur an der Universität Bamberg, 2005–2006
- Gastwissenschaftler an der Bilgi-Universität in Istanbul, 2006
- Manoogian-Professor an der Universität von Michigan, Ann Arbor, 2008
- Vertretungsprofessur an der Universität Freiburg, 2008–09
- Kratter Professor an der Stanford University, Palo Alto, 2010
- Fellow des Australian Research Council am Centre for the History of Violence an der University of Newcastle (Australien), 2014–2018

## Veröffentlichungen (Auswahl)
- Talât Pascha: Gründer der modernen Türkei und Architekt des Völkermords an den Armeniern. Eine politische Biografie. Chronos, Zürich 2020, ISBN 978-3-0340-1597-4.
- Mustafe Ideli, Virginia Suter Reich, Hans-Lukas Kieser (Hrsg.):  Neue Menschenlandschaften : Migration Türkei-Schweiz 1961 - 2011, Zürich : Chronos 2011, (Reihe Schriftenreihe der Stiftung Forschungsstelle Schweiz-Türkei; Bd. Nr. 3), ISBN 978-3-03-401105-1.
- (Hrsg.): Revolution islamischen Rechts : das Schweizerische ZGB in der Türkei, Zürich : Chronos  2008, (Reihe: Schriftenreihe der Stiftung Forschungsstelle Schweiz-Türkei; Bd. Nr. 2), ISBN 978-3-03-400893-8.
- Hans-Lukas Kieser, Elmar Plozza (Hrsg.): Der Völkermord an den Armeniern, die Türkei und Europa = The Armenian Genocide, Turkey and Europe, Zürich : Chronos 2006 (Beiträge teils Deutsch, Englisch und Französisch), ISBN 978-3-03-400789-4.
- Vorkämpfer der “neuen Türkei”. Revolutionäre Bildungseliten am Genfersee (1868–1939). Zürich: Chronos, 2005.
- Der verpasste Friede. Mission, Ethnie und Staat in den Ostprovinzen der Türkei 1839–1938, Zürich: Chronos, 2000. (türkische Ausgabe Istanbul 2005, ISBN 975-05-0300-7.)
- Hans-Lukas Kieser, Dominik J. Schaller (Hrsg.): Der Völkermord an den Armeniern und die Shoah – The Armenian Genocide and the Shoa, Chronos Verlag 2002, ISBN 978-3-0340-0561-6[2]
- (Hrsg.): Kurdistan und Europa : Einblicke in die kurdische Geschichte des 19. und 20. Jahrhunderts = Le Kurdistan et l'Europe, Zürich : Chronos 1997 (Beiträge teilweise Deutsch, teilweise Französisch), ISBN 3-905312-32-8.